# Aulacothoracicus costaricensis
Aulacothoracicus costaricensis là một loài bọ cánh cứng trong họ Chrysomelidae. Loài này được Watts miêu tả khoa học năm 2006.